# Ecurie Maarsbergen
Ecurie Maarsbergen fue un equipo de automovilismo neerlandés propiedad del piloto Carel Godin de Beaufort, que corrió en carreras de Fórmula 1 y deportivos. Fue fundado en 1957, teniendo su primera participación en Fórmula 1 en el Gran Premio de Alemania en un Porsche (F2), marca que usaría habitualmente a lo largo de su historia. En este campeonato, el equipo estuvo presente en 30 competiciones con Godin de Beaufort, además de otros pilotos de manera esporádica. En 1963 se convirtió en unos de los primeros equipos de Fórmula 1 en establecer una relación publicitaria con una empresa, con la aerolínea Pan Am. Sumó puntos en cinco Grandes Premios, siendo un cuarto puesto conseguido por Gerhard Mitter en 1963 su mejor resultado. Desapareció en 1964, luego de la muerte de su piloto y fundador en los entrenamientos del Gran Premio de Alemania, en la curva Bergwerk del Nordschleife.
Su nombre provenía del lugar de nacimiento de Godin de Beaufort, un pequeño pueblo ubicado en Utrechtse Heuvelrug, provincia de Utrecht, y su sede era el motel de la familia.

## Resultados

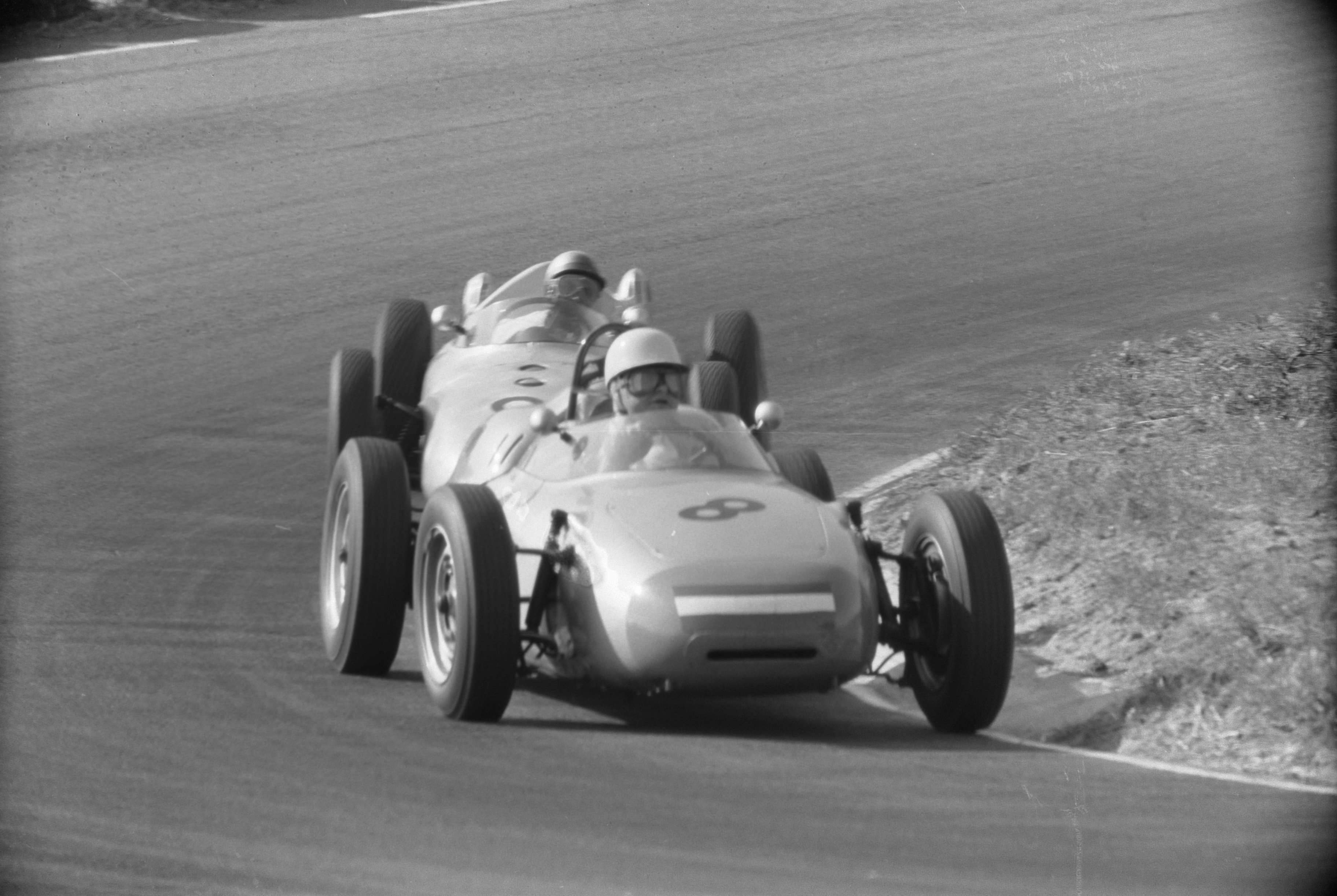
Carel Godin de Beaufort y Hans Herrmann en el Gran Premio de los Países Bajos de 1961, donde terminaron últimos a tres vueltas.

### Fórmula 1
(Clave) (negrita indica pole position) (cursiva indica vuelta rápida)

| Año         | Chasis        | Motor                | Neu. | Pilotos                 | 1   | 2   | 3   | 4   | 5   | 6    | 7   | 8     | 9   | 10  | 11  |
| ----------- | ------------- | -------------------- | ---- | ----------------------- | --- | --- | --- | --- | --- | ---- | --- | ----- | --- | --- | --- |
| 1957        | Porsche 550RS | Porsche 547/3 1.5 F4 | D    |                         | ARG | MON | 500 | FRA | GBR | GER  | PES | ITA   |     |     |     |
| 1957        | Porsche 550RS | Porsche 547/3 1.5 F4 | D    | Carel Godin de Beaufort |     |     |     |     |     | 14F2 |     |       |     |     |     |
| 1958        | Porsche RSK   | Porsche 547/3 1.5 F4 | D    |                         | ARG | MON | NED | 500 | BEL | FRA  | GBR | GER   | POR | ITA | MAR |
| 1958        | Porsche RSK   | Porsche 547/3 1.5 F4 | D    | Carel Godin de Beaufort |     |     | 11  |     |     |      |     | RetF2 |     |     |     |
| 1959        | Porsche RSK   | Porsche 547/6 1.5 F4 | D    |                         | MON | 500 | NED | FRA | GBR | GER  | POR | ITA   | USA |     |     |
| 1959        | Porsche RSK   | Porsche 547/6 1.5 F4 | D    | Carel Godin de Beaufort |     |     | 10  |     |     |      |     |       |     |     |     |
| 1960        | Cooper T51    | Climax FPF 1.5 L4    | D    |                         | ARG | MON | 500 | NED | BEL | FRA  | GBR | POR   | ITA | USA |     |
| 1960        | Cooper T51    | Climax FPF 1.5 L4    | D    | Carel Godin de Beaufort |     |     |     | 8   |     |      |     |       |     |     |     |
| 1961        | Porsche 718   | Porsche 547/3 1.5 F4 | D    |                         | MON | NED | BEL | FRA | GBR | GER  | ITA | USA   |     |     |     |
| 1961        | Porsche 718   | Porsche 547/3 1.5 F4 | D    | Carel Godin de Beaufort |     | 14  | 11  | Ret | 16  | 14   | 7   |       |     |     |     |
| 1961        | Porsche 718   | Porsche 547/3 1.5 F4 | D    | Hans Herrmann           |     | 15  |     |     |     |      |     |       |     |     |     |
| 1962        | Porsche 718   | Porsche 547/6 1.5 F4 | D    |                         | NED | MON | BEL | FRA | GBR | GER  | ITA | USA   | RSA |     |     |
| 1962        | Porsche 718   | Porsche 547/6 1.5 F4 | D    | Carel Godin de Beaufort | 6   | DNQ | 7   | 6   | 14  | 13   | 10  | Ret   | 11  |     |     |
| 1962        | Porsche 718   | Porsche 547/6 1.5 F4 | D    | Heinz Schiller          |     |     | DNP |     |     |      |     |       |     |     |     |
| 1962        | Porsche 787   | Porsche 547/6 1.5 F4 | D    | Ben Pon                 | Ret |     |     |     |     |      |     |       |     |     |     |
| 1962        | Emeryson 61   | Climax FPF 1.5 L4    | D    | Wolfgang Seidel         | NC  |     |     |     |     |      |     |       |     |     |     |
| 1963        | Porsche 718   | Porsche 547/6 1.5 F4 | D    |                         | MON | BEL | NED | FRA | GBR | GER  | ITA | USA   | MEX | RSA |     |
| 1963        | Porsche 718   | Porsche 547/6 1.5 F4 | D    | Carel Godin de Beaufort |     | 6   | 9   |     | 10  | Ret  | DNQ | 6     | 10  | 10  |     |
| 1963        | Porsche 718   | Porsche 547/6 1.5 F4 | D    | Gerhard Mitter          |     |     | Ret |     |     | 4    |     |       |     |     |     |
| 1964        | Porsche 718   | Porsche 547/6 1.5 F4 | D    |                         | MON | NED | BEL | FRA | GBR | GER  | AUT | ITA   | USA | MEX |     |
| 1964        | Porsche 718   | Porsche 547/6 1.5 F4 | D    | Carel Godin de Beaufort |     | Ret |     |     |     | DNS  |     |       |     |     |     |
| Referencia: |               |                      |      |                         |     |     |     |     |     |      |     |       |     |     |     |